# If We Ever Meet Again
If We Ever Meet Again – electropopowa kompozycja autorstwa Jima Beanza, Timothy’ego Mosleya i Busbee’go zrealizowana na trzeci studyjny album amerykańskiego artysty hip-hopowego Timbalanda zatytułowany Timbaland Presents Shock Value II (2009). Utwór wydano jako drugi singel promujący ową płytę ogólnoświatowo, a czwarty w Stanach Zjednoczonych. Został on nagrany we współpracy z wokalistką popową Katy Perry.

## Tło
W wywiadzie udzielonym stacji MTV Timbaland wyznał, że do realizacji utworu „If We Ever Meet Again” zainspirowały go prace will.i.am’a nad przebojem „I Gotta Feeling”.

## Promocja singla
Kompozycje „If We Ever Meet Again” i „We Belong to the Music” (feat. Miley Cyrus) zostały wysłane do amerykańskiego sklepu online iTunes dnia 1 grudnia 2009 roku – trzy dni przed oficjalną premierą albumu Timbaland Presents Shock Value II. 19 grudnia „If We Ever Meet Again” zadebiutowało na pozycji 98 notowania Billboardu Hot 100.

## Teledysk
Wideoklip do utworu nakręcono grudniem 2009 roku. Jego reżyserią zajął się Paul „Coy” Allen, odpowiedzialny za wyreżyserowanie klipów do „Morning After Dark” oraz „Say Something”. Premiera teledysku miała miejsce 18 stycznia 2010 r.; od 19 stycznia klip emitowany był przez angielskie stacje muzyczne. Na anteny polskich kanałów o tematyce muzyczno-młodzieżowej (w tym, m.in., Viva Polska) trafił wkrótce potem.

## Listy utworów i formaty singla
Australijskie wyd. singla digital download
1. „If We Ever Meet Again” – 4:53

Oficjalne remiksy
1. „If We Ever Meet Again (Digital Dog Club Mix)”
2. „If We Ever Meet Again (Chew Fu Remix)”

## Pozycje na listach przebojów
| Notowanie (2009/2010)         | Najwyższa pozycja |
| ----------------------------- | ----------------- |
| Australian ARIA Singles Chart | 9                 |
| Austrian Singles Chart        | 12                |
| Canadian Hot 100              | 4                 |
| Czech Airplay Chart           | 3                 |
| European Hot 100 Singles      | 10                |
| Dancechart DK                 | 39                |
| Danish Singles Chart          | 22                |
| Dutch Top 40                  | 11                |
| Irish Singles Chart           | 3                 |
| New Zealand Singles Chart     | 1                 |
| Slovak Airplay Chart          | 6                 |
| UK Singles Chart              | 3                 |
| U.S. Billboard Hot 100        | 37                |